# プレイ・フォー・ラケンロゥル
『プレイ・フォー・ラケンロゥル』（Prey for Rock & Roll）は2003年に公開されたアメリカ合衆国の映画である。シェリー・ラヴドッグとロビン・ホワイトハウスが脚本を担当し、ジーナ・ガーション、ドレア・ド・マッテオ、ロリ・ペティ、シェリー・コールが出演したドラマ・フィルム(Drama film)であり、日本では劇場未公開である。

## プロット
この映画は、1980年代後半のロサンゼルスのクラブ・シーン(Club scene)を舞台にジャッキーと彼女のパンク・ロック・ガールズバンド「クラム・ダンディ」の物語を追っている。40歳になろうとするジャッキーは、もしバンドが最後の大きな賭けに失敗したらスターダムへの夢を諦めると心に決めていた。その最中、成功へのラスト・チャンスを手にする前に彼女達は、バンドを解散の危機へと追い遣るような個々に降りかかる悲劇によって挫折を味わう。

## キャスト
- ジーナ・ガーション (Gina Gershon) ..... ジャッキー
- ドレア・ド・マッテオ (Drea de Matteo) ..... トレイシー
- ロリ・ペティ (Lori Petty) ..... フェイス
- シェリー・コール (Shelly Cole) ..... サリー
- マーク・ブルカス (Marc Blucas) ..... アニマル
- アシュリー・ドレイン (Ashley Drane) ..... パンク・ロック・ガール
- エディ・ドリスコル (Eddie Driscoll) ..... チャック
- シャカラ・リダード (Shakara Ledard) ..... ジェシカ
- アイヴァン・マーティン (Ivan Martin) ..... ニック
- ナンシー・ピメンタル (Nancy Pimental) ..... ナタリー
- グレッグ・リカート (Greg Rikaart) ..... スコット
- サンドラ・シーキャット (Sandra Seacat) ..... ジャッキーの母親